# لارجان
لارجان بليدة بين الري وآمل،بينها وبين كل واحد من البلدبن ثمانية عشر فرسخا ولها قلعة حصينة لها ذكر كثير في أخبار آل بويه والديلم ينسب إليها محمد بن بندار بن محمد اللارجاني الطبري.